# Verteidigung der Rechtsordnung
Die Verteidigung der Rechtsordnung ist ein Begriff des deutschen Strafzumessungsrechts und bezeichnet im Kontext der Verhängung kurzer Freiheitsstrafen und der Strafaussetzung zur Bewährung die Notwendigkeit der Verhängung oder Vollstreckung der Freiheitsstrafe um das Vertrauen in den Rechtsstaat beziehungsweise in die Unverbrüchlichkeit des Rechts aufrechtzuerhalten.

## Verurteilung zu kurzer Freiheitsstrafe
Bei der Regelung der kurzen Freiheitsstrafe ordnet das Gesetz in § 47 StGB ein Regel-Ausnahmeverhältnis an. Ohne gesetzliche Regelung würde bei geringfügigen Strafen der gesetzliche Vorrang der Geldstrafe aus dem Verhältnismäßigkeitsprinzip folgen. Eine Freiheitsstrafe unter sechs Monaten verhängt das Gericht jedoch dann, wenn besondere Umstände, die in der Tat oder der Persönlichkeit des Täters liegen, die Verhängung einer Freiheitsstrafe zur Einwirkung auf den Täter oder zur Verteidigung der Rechtsordnung unerlässlich machen (§ 47 Abs. 1 StGB).
Die ausdrückliche Festschreibung des Regel-Ausnahmeverhältnis zeigt, dass das Wort „unerlässlich“ mehr meint als nur „erforderlich“ und „verhältnismäßig“. „Unerlässlich“ meint, dass die für eine kurze Freiheitsstrafe sprechenden Gründe „in ihrer Stringenz geradezu handgreiflich sind“.
Das Vertrauen der Bevölkerung in den Schutz der Rechtsordnung hängt wesentlich davon ab, dass die Gebote der Rechtsordnung etwa gegenüber hartnäckigen Rückfalltätern notfalls auch mit harten Mitteln durchgesetzt werden. Eine Freiheitsstrafe unter sechs Monaten kann aber auch gegenüber Ersttätern geboten sein. Es sind dann jedoch erhöhte Anforderungen an die Begründung zu stellen, wenn es sich um einen bislang noch nicht bestraften Täter handelt. Insbesondere in derartigen Fällen bedarf es zusätzlicher Erörterungen im Urteil, warum auf die Verhängung einer Freiheitsstrafe nicht verzichtet werden kann.

## Ablehnung der Strafaussetzung
Bei Freiheitsstrafen über sechs Monaten, aber von nicht mehr als einem Jahr setzt das Gericht die Vollstreckung der Strafe bei günstiger Sozialprognose gemäß § 56 Abs. 1 StGB zur Bewährung aus. Bei besonderen Milderungsgründen, die in der Tat oder der Persönlichkeit des Angeklagten liegen, kann auch eine Freiheitsstrafe von bis zu zwei Jahren ausgesetzt werden (§ 56 Abs. 2 StGB).
Gemäß § 56 Abs. 3 StGB  wird die Vollstreckung jedoch nicht ausgesetzt, wenn die Verteidigung der Rechtsordnung sie gebietet.
Die Strafaussetzung kann zur Verteidigung der Rechtsordnung nur versagt werden, wenn der Verzicht auf die Vollstreckung der Strafe im Hinblick auf schwer wiegende Besonderheiten des Einzelfalls für das allgemeine Rechtsempfinden unverständlich erscheinen müsste und dadurch das Vertrauen der Bevölkerung in die Unverbrüchlichkeit des Rechts erschüttert werden könnte (positive Generalprävention).
Dabei dürfen nicht bestimmte Deliktsgruppen generell von der Möglichkeit der Strafaussetzung ausgenommen werden. Erforderlich ist stets eine dem Einzelfall gerecht werdende Abwägung, bei der Tat und Täter umfassend zu würdigen sind.
So kommt etwa eine Strafaussetzung nach tödlichem Verkehrsunfall bei grob verkehrswidrigem und rücksichtslosem Verhalten des Kfz-Führers im Straßenverkehr nicht in Betracht. Umgekehrt darf die Strafaussetzung bei Vorliegen besonderer Umstände im Sinne von § 56 Abs. 2 StGB wie erfolgter Teilverbüßung, langer Verfahrensdauer und leichter Fahrlässigkeit nicht versagt werden.